# Teucrium apollinis
Teucrium apollinis là một loài thực vật có hoa trong họ Hoa môi. Loài này được Maire & Weiller miêu tả khoa học đầu tiên năm 1939.